# カリストゥス3世 (ローマ教皇)
カリストゥス3世（Calixtus III、1378年12月31日 - 1458年8月6日）は、ルネサンス期のローマ教皇（在位：1455年 - 1458年）。スペインのボルジア家出身で、本名はアルフォンソ・デ・ボルハ（Alfonso de Borja）。後の教皇アレクサンデル6世は甥に当たる。

## 生涯
スペイン・バレンシアのシャティバで誕生。生まれた年に教会大分裂が始まり、アヴィニョン対立教皇クレメンス7世の側近ペドロ・デ・ルナ（後の対立教皇ベネディクトゥス13世）の補佐ビセンテ・フェレールがバレンシア各地でアヴィニョン支持を呼びかける演説を行っていた。その際、偶然出会ったフェレールから将来出世すると予言され、両親の後押しもありレリダの大学で法学を学び、1394年にベネディクトゥス13世が選出されると恩恵に与り、レリダ大聖堂参事会員となりベネディクトゥス13世に仕えた。
やがて外交官としてアラゴン王アルフォンソ5世に仕え、ベネディクトゥス13世が教会大分裂終息に伴い孤立していく中宮廷に軸足を移し、1429年にベネディクトゥス13世の後任の対立教皇クレメンス8世の退位に功があったとしてローマ教皇マルティヌス5世からバレンシア司教に任命された。以後はナポリ遠征へ向かうアルフォンソ5世を補佐しつつ故郷のバレンシアで過ごし、1444年にエウゲニウス4世から枢機卿に任命されるとアルフォンソ5世の代理としてローマへ移住、姉妹2人が生んだ3人の甥をバレンシアの高位聖職者に取り立てている。また、1441年に庶子フランシスコ（フランチェスコ）を儲けたとされている。
1455年、ニコラウス5世の没後のコンクラーヴェで選出、カリストゥス3世を名乗った。彼の選出はコンクラーヴェで争ったオルシーニ家とコロンナ家の妥協案として、76歳の老齢で痛風に苦しみ余命いくばくもないと思われていたため、中継ぎとして決められた結果であった。
治世ではスペイン出身者を周囲に集めたため、ローマ市民を憤慨させたという。自身の出世を予言したフェレールを列聖、ジャンヌ・ダルクの復権裁判を行い裁判判決を覆す一方でネポティズムも行い、1456年に2人の甥を枢機卿に登用した。妹イサベルの息子ロドリーゴ・ボルジア（後のアレクサンデル6世）と姉カタリーナの息子ルイス・フアン・デ・ミラを枢機卿に登用しただけでなく、ロドリーゴの弟ペドロ・ルイスを教会軍総司令官、スポレート公に任じて大衆の怒りを増大させた。
また、ニコラウス5世は十字軍に充てるべき費用を教会の修復や芸術、文芸に費やしたとして非難したといい、独自に艦隊を編成しエーゲ海へ派遣、トレビゾンド帝国のヨハネス4世と同盟するなど十字軍結成に力を尽くしたが戦果を挙げられずに終わった（遠征艦隊には元フランス会計方ジャック・クールも参加していたが、1456年に途中のキオス島で死去）。ハンガリーとアルバニアではオスマン帝国に対してフニャディ・ヤーノシュやスカンデルベグなどの英雄が活躍したが、フニャディ死後のハンガリーは内乱が起こり、ドイツではカリストゥス3世が戦費補填のために臨時税を徴収したことで不満が渦巻き、元主君アルフォンソ5世ともイタリアの権益を巡り対立していった。
教会内部でも不祥事が起こり、アルマニャック伯ジャン5世が実の妹と結ばれることを許可したという勅書を尚書院の役人が作成、多額の謝礼を受け取るという事件があった。カリストゥス3世の死後事件は発覚したが、関与が疑われたロドリーゴは無実と判定された。
1458年6月27日にアルフォンソ5世が死亡、庶子フェルディナンドへのナポリ継承を認めなかったことでナポリをボルジア領にするのではないかとの噂が流れたが、8月6日にカリストゥス3世が79歳で没したため、ボルジア家に対するローマ市民の怒りが爆発して暴動が起こり、ボルジア家を始めスペイン人はローマを逃げ出し、ペドロ・ルイスは逃亡した後急死した。しかしロドリーゴはローマへ引き返し、次の教皇ピウス2世を支持したため地位を保ち、教皇庁で勢力を固め始めた。